# 3260 Vizbor
A 3260 Vizbor (ideiglenes jelöléssel 1974 SO2) a Naprendszer kisbolygóövében található aszteroida. Ljudmila Vasziljevna Zsuravljova fedezte fel 1974. szeptember 20-án.